# Næstved BK
El Næstved Boldklub es un equipo de fútbol de Dinamarca que milita en la Segunda División de Dinamarca, la tercera categoría de fútbol danés.

## Historia
Fue fundado en el año 1939 en la ciudad de Næstved con el nombre Næstved IF. Nunca ha sido campeón de Liga, en la cual ha jugado en 24 ocasiones, ni de Copa, aunque ha sido subcampeón de Liga 2 veces y ha sido finalista de la Copa 1 vez.
El 12 de junio de 2006 tuvo una de sus páginas más negras de su historia cuando el jugador Rasmus Green colapsó durante un entrenamiento y por más ayuda para reanimarlo, murió antes de llegar al hospital, por tributo, fue retirado el número 7 que utilizaba en su honor.
A nivel internacional ha participado en 5 torneos continentales, en los cuales jamás ha superado la Primera Ronda.

## Palmarés
- Superliga danesa: 0
  - Subcampeón: 2

1980, 1988
- Copa de Dinamarca: 0
  - Finalista: 1

1992/93

## Participación en competiciones de la UEFA
- Copa UEFA: 4 apariciones

1974 - Primera ronda
1977 - Primera Ronda
1982 - Primera Ronda
1990 - Primera Ronda
- Copa Intertoto: 1 aparición

1996 - Primera Ronda
| Temporada | Competición | Ronda        | Club               | Cómputo global | Ida     | Vuelta  |
| --------- | ----------- | ------------ | ------------------ | -------------- | ------- | ------- |
| 1973/74   | Copa UEFA   | 1R           | Fortuna Düsseldorf | 2-3            | 0-1 (F) | 2-2 (C) |
| 1976/77   | Copa UEFA   | 1R           | RWD Molenbeek      | 0-7            | 0-3 (C) | 0-4 (F) |
| 1981/82   | Copa UEFA   | 1R           | PSV Eindhoven      | 2-8            | 0-7 (F) | 2-1 (C) |
| 1989/90   | Copa UEFA   | 1R           | Zenit Leningrad    | 1-3            | 1-3 (F) | 0-0 (C) |
| 1995      | Intertoto   | Grupo 4      | sc Heerenveen      | 1-2            | 1-2 (F) |         |
| 1995      | Intertoto   | Grupo 4      | Békéscsabai Elõre  | 3-3            | 3-3 (C) |         |
| 1995      | Intertoto   | Grupo 4      | União Leiria       | 1-1            | 1-1 (F) |         |
| 1995      | Intertoto   | Groep 4 (3e) | Ton Pentre FC      | 2-0            | 2-0 (C) |         |

## Números retirados
7 -  Rasmus Green, MED (2005-06)

## Entrenadores
| - Poul-Åge Nielsen (1973-1974) - Eddie Magill (1974-1978) - Torben Storm (1979-1981) - Allan Michaelsen (1982-1984) - Peter Dahl (1985-1987) - John Stysiek (1987) - Benny Jensen (1988-1990) - Torben Storm (1990-1993) - Ivan Nielsen (1993) - Peter Bonde (1994-1996) - Ole Rasmussen (1996-1998) - Peter Bonde (1998-1999) | - Jesper Bo Petersen (2000) - Erik Rasmussen (2000-2003) - Sune Smith-Nielsen (2003-2005) - Jesper Bo Petersen (2005) - Flemming Christensen (2005-2007) - Kim Poulsen (2007-2010) - Brian Flies (2010-2011) - Klavs Rasmussen (2011-2012) - Martin Jungsgaard (2012-2013) - Preben Christensen (2013-2014) - Mogens Krogh (2014-) |